# Pedro Arrojo-Agudo
Pedro Arrojo-Agudo é um físico espanhol, economista, ambientalista e professor da Universidade de Zaragoza. Ele recebeu o Prémio Ambiental Goldman em 2003 pelas suas contribuições para a conservação da água. Ele foi nomeado Relator Especial das Nações Unidas sobre os direitos humanos em relação à água potável segura e ao saneamento em outubro de 2020.